# 싱가포르군
싱가포르군(영어: Singapore Armed Forces, 말레이어: Angkatan Bersenjata Singapura, 중국어: 新加坡武奬部隊, 타밀어: சிங்கப்பூர் ஆயுதப்படை), 싱가포르 공화국군은 싱가포르의 군대이다. 육군, 해군, 공군 3군으로 구성되어 있다. 1965년 싱가포르 독립 이후 내무·국방부(Ministry of Interior and Defence)를 설치하였다. 1966년 장교와 병사를 모집하여 최초의 여단을 창설하고, 싱가포르 군사훈련소(SAFTI: Singapre Armed Forces Training Institute)를 설립했다. 1967년 징병제를 실시했고. 1968년 싱가포르 해·공군의 모체인 '해양사령부', '방공사령부'가 각각 창설되었다. 1970년에 싱가포르 국방부가 내무부에서 분리되었다.

## 국방정책
싱가포르의 국방 목표는 싱가포르의 주권과 영토를 보호하고 역내 평화와 안보에 기여하는 것이며, 이를 위해 방위력과 억제력 견지하는 것이다. 자국 방위산업 육성 및 주변국과 비대칭적인 서방의 최신 무기 체계 도입을 통해 억제력 증대하고 있다. 외교로 안보를 담보하기 위해 아세안·ARF 등 다자안보 체제 내의 지역안보 협의에 적극 참여하고 있다.
싱가포르 국방부는 국방정책 목표 3가지를 제시했다.
1. 주권과 영토의 통합성 수호
2. 평화와 안정의 향유 보장
3. 지역의 평화와 안전에 기여

국방정책 목표 달성을 위해 '외교와 억지(Diplomacy and Deterrence)'를 국방정책의 양대 축으로 삼았다. 핵심 임무로서 ¹평시 방위력과 작전태세의 유지를 통한 전쟁억지, ²유사시 신속하고 결정적인 승리의 달성을 명시하였다.
싱가포르의 안보, 국방정책 기조는 자국의 생존을 위협할 수 있는 어떠한 유형과 수준의 분쟁도 사전에 예방하는 것이 최선이며, 이를 구현하기 위하여 외교를 통한 평화적 해결뿐만 아니라 군사력의 운용, 발전에도 주력하겠다는 의지를 보여준다.
건국초기에는 싱가포르 국방당국은 '독새우'(Poisonous shrimp)라는 별칭의 군사전략 노선을 채택했었다. 크기와 힘이 작은 새우를 잡아먹으려다가 강대국도 크게 다칠 수 있다는 점에 착안한 것이다.

## 창설 배경

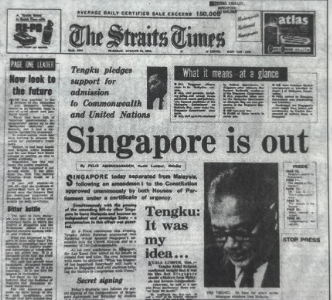
1965년 8월 싱가포르와 말레이시아 분리를 알리는 기사

싱가포르 군은 영국군의 일부로 운용되다가 1957년 말레이시아 자치정부 수립 후 연방군에 통합되어 운용되었다. 1963년 말레이시아는 싱가포르 지역 정규군과 자원대로 보병여단을 창설하였다.1965년 싱가포르 공화국으로 공표하며 독립국가임을 알렸지만, 내부는 그렇지 않았다. 독립국가로서 스스로 방위할 수 있는 무력은 경찰 일부뿐이었다. 당시 말레이시아는 싱가포르를 무력으로 공격할 가능성을 열어놓고 있었다. 리콴유는 "영연방 군대가 싱가포르에 있는 동안에는 말레이시아가 우리를 공격하지 않을 것" 이라고 회고한 것을 보면 말레이사아의 공격 가능성을 염두하고 있었는지 알 수 있다. 싱가포르 독립 이후에도 여전히 말레이시아 연방 소속 제1,2 보병연대가 머물러있었다. 이러한 상황에서 가장 시급한 것은 싱가포르 국군을 창설하는 것이었다. 우선 1965년 8월 싱가포르는 말레이시아 연방으로부터 분리하였다. 1966년 리콴유는 이스라엘 사절단의 도움을 받아 군을 창설하는데 성공했다. 이때 이스라엘 군사 자문하에 싱가포르 시민군과 예비군 개념을 도입하고 군사를 조직하고 훈련했다. 1969년 2개 여단과 6개 현역 보병대대를 창설했고 1971년 영연방 5개국 방위협정(FPDA)를 체결했다.
리콴유는 군대의 운영원칙에 '평등'을 가장 우선시했다. 리콴유는 첫번째로 싱가포르의 남자는 부모의 신분이나 지위에 관계없이 군대에 갔다와야한다는 '국가병역제도' 징병제를 실시했다. 두번째로 모든 민족이 인종이나 언어, 종교와 상관없이 평등하도록 모든 종교의식을 존중했다. 민족 출신에 따라 다른 언어로 인해 의사소통 문제가 대두되자, 군 공식 언어로 영어를 채택하였고, 이는 싱가포르의 공용어로 안착할 수 있는 기반이 되었다.

## 군사력 규모
| 구분         | 육군           | 해군        | 공군          |
| ------------ | -------------- | ----------- | ------------- |
| 상비군(명)   | 50,000(68.5%)  | 9,000(12.3% | 14,000(19.2%) |
| 예비군(명)   | 300,000(95.8%) | 5,000(1.6%) | 8,000(2.6%)   |
| 주요부대(개) | 사단(3)        | 함대사(1)   | 사령부(5)     |

싱가포르의 전체 인구는 약 600만명이다.  인구 대비 1.2%에 해당하는 정규군을 보유하고 있다. 병력의 39%가 넘는 28,500명이 직업군인(간부)이다. 운용가능 병력은 총 38만여 명으로 상비군 73,000여 명, 예비군 313,000여 명이다. 육군이 상비군 병력 중 68.5%로 가장 많고 공군이 19.2%, 해군이 12.3%순으로 많다. 예비군 또한 95.8%로 육군이 가장 많다. 주요부대로는 육군은 3개의 사단을 보유하고있고, 해군은 1개의 함대사, 공군은 5개의 사령부를 보유하고 있다.
| 육군                                                            | 육군                        | 해군   | 해군                                            | 공군                                                               |
| 전차, 장갑차                                                    | 포                          | 잠수함 | 함정                                            | 항공기                                                             |
| --------------------------------------------------------------- | --------------------------- | ------ | ----------------------------------------------- | ------------------------------------------------------------------ |
| 주력전차 경전차 보병전투장갑차 병력수송장갑차 공병전차 교량전차 | 자주포 견인포 로켓포 박격포 | SSK    | 호위함 초계함 기뢰전함 상륙함 상륙정 군수지원함 | 전투기 해상초계기 조기경보통제기 공중급유기 수송기 훈련기 헬기 UAV |

각 군이 보유한 주요장비이다. 육군은 주력전차, 경전차, 병력수송장갑차, 병력수송장갑차, 공병전차, 교량전차와 자주포, 견인포, 로켓포, 박격포를 보유하고있다. 주력전차로는 독일제 레오파르트-2를 사용하고, 전투형 장갑차로 바이오닉스, 병력수송용 장갑차로 테렉스를 사용한다. 자주포는 프리머스, 로켓포는 HIMARS를 사용한다. 해군은 피어리스급 경비정부터 인듀어런스급 상륙함을 보유하고있고, 인빈서블급 잠수함을 사용한다. 공군은 F-16을 주력 전투기로 사용하고있다.

## 안보환경
싱가포르 군(SAF)이 직면하고 있는 국가안보 도전은 크게 2가지로 나뉜다.
첫째 지리적으로 가까이 위치한 말레이시아, 인도네시아 양국의 존재이다. 공식적으로 싱가포르는 건국 직후인 1960년대 후반에 말레이시아, 인도네시아와 정식 외교관계를 수립했다. '동남아시아 국가 연합'(아세안: Association of SouthEast Asian Nations)이 창설될때, 말레이시아, 인도네시아와 함께 참여했다. 1971년 영국 주도의 '5개국 방위 협정'(FPDA: Five Power Defense Arrangement)에도 싱가포르와 말레이시아가 동참했다.
이러한 노력에도 불구하고, 말레이시아와 인도네시아가 안보위협으로 잔존할 가능성은 남아있다. 말레이시아와 인도네시아 내부에서 소수의 중국계 주민들이 경제적 부의 상당부분을 차지하고 있는 것에 대한 반감이 높다. 때문에 양국에서 화교들은 정치적 기회를 제약받거나, 공개적인 박해에 노출되어왔다. 이러한 상황에서 화교가 인구의 대다수를 차지하는 싱가포르는 말레이시아, 인도네시아에게 민족, 문화, 종교 등의 측면에서 매우 이질적이며, 갈등 및 경계의 대상으로 여겨진다. 또한 말레이시아와 1979년부터 '페드라브랑카'(Pedra Branca) 섬의 영유권을 놓고 30년동안 분쟁을 벌였다.
둘째 믈라카 해협의 지정학적 중요성이다. 아시아 국가로 수송하는 거의 모든 선박들은 믈라카 해협을 통과한다. 믈라카 해협에서 발생할 수 있는 분쟁의 위험에 직접적으로 노출되어 있으며, 말라카 해협을 대상으로 하는 주요 국가들의 해상 분쟁이 싱가포르의 안보에 치명적인 위협을 가하는 결과로 이어질 위험성이 크다.

## 안보전략

### 1. ‘독이 든 새우 (Poisoned Shrimp)’ 전략
1970년대와 1980년대 초반까지 싱가포르의 억제전략은 이른바 ‘독이 든 새우(Poisioned Shrimp)’였다. 이는 “삼키기는 쉬우나 소화시킬 수는 없다.”는 의 미를 가진 상징적인 개념이다. 유사시 1차적으로 연안을 비롯한 영토 주변에서 적의 침공을 저지하는 데 주력하되, 적 군사력이 영토 내부까지 진입할 경우에는 정규군뿐만 아니라 예비전력을 포함한 다수의 인구 가 시가지를 비롯한 곳곳에서 필사적인 군사적 저항을 감행한다는 방침으로, 적의 병력 손실을 극대화하고 싱가포르를 점령하려는 시도를 좌절시켜 철수하도록 유도하는 개념이다. 독이 든 새우 전략은 당시 능력이 부족한 싱가포르군이 선택할 수 있는 최선의 선택지였다. 그러나 싱가포르군이 발전 하면서 ‘독이 든 새우’ 전략의 효용성에 대한 의문과 변화의 필요성이 제기되기 시작하였다.

### 2.. ‘호저(Porcupine)’ 전략
1982년 당시 싱가포르군 참모장이었던 리셴룽은 “‘독이 든 새우’ 전략은 싱가포르군이 싱가포르 영토에서 이길 수 없는 전쟁을 한다는 점에서 결함이 있었다. 또한  ‘죽느냐 항복하느냐 (Suicide or Surrender)’라는 선택지밖에 없다.”고 지적하였다. 그리고 “이제 싱가포르는 침입한 적을 패퇴시키고 살아 남을 수 있는 능력이 있다.”고 주장하며, 기존의 수동적인 ‘독이 든 새우’ 전략 에서 탈피하여 좀 더 능동적인 개념인 ‘호저 (Porcupine)’ 전략으로 나아갈 것을 제시했다. 그리하여 싱가포르의 억제 전략은 1982년에 ‘독이 든 새우’에서 ‘호저’로 바뀌게 되었다. ‘호저’ 전략은 제한적이지만 싱가포르에서 어느 정도 떨어진 곳에 무력을 투사함으로써 싱가포르 바깥에서 위협에 대응한다는 것으로, 1세대보다 좀 더 능동적이고 적극적인 개념이다.

### 3.  1984년 총체적 방위 (Total Defence)의 성립
싱가포르군과 싱가포르의 억제 전략이 싱가포르의 안보를 영위하고 있었지만, 그것만으로는 싱가포르의 본질적인 안보 불안을 해소하기는 어려웠다. 여전 히 싱가포르는 작은 크기와 적은 인구, 자원의 부족, 다민족ㆍ다인종ㆍ다종교 인구 분포 등 크고 작은 불안 요소들을 가지고 있었으며, 군사적 능력만으로는 그러한 위협에 대응하기 어려웠다. 주권국가로서 억제력을 높이기 위해서는 내부적으로도 안정되어야 했으며, 위협의 발생을 애초에 막고 신속 정확한 문제 해결 및 피해복구 또한 요구되었다. 이에 등장한 것이 ‘총체적 방어 (Total Defence)’개념이다. 총체적 방어 개념의 핵심은 모든 싱가포르인과 사회 제반 분야가 국가 방위 제고에 기여하고 위협과 도전에 맞서 각자 맡은 역할을 수행 해야 한다는 것이다. 즉, 싱가포르군이 수행하는 군사적 방위는 싱가포르 방위의 한 측면이며, 국가의 안전과 번영에는 모든 싱가포르인이 무관하지 않기 때문에 각자가 기여할 부분이 있다는 것이 있다는 것이었다. 싱가포르는 이러한 논리로 1984년 총체적 방어 개념을 공식화했고, 총체적 방위는 싱가포르 억제 전략의 초석이 되었다. 총체적 방위는 군사 (Military), 민간 (Civil), 경제 (Economic), 사회 (Social), 디지털 (Digital), 심리 (Psychological) 총 6개의 국가 제반 분야에 대한 방위를 제고하고 국가안보 불안을 경감하고자 하였다. 또한 1998년부터는 매년 2월 15일을 ‘총체적 방어의 날’로 지정하고 교육 및 훈련을 실시하는 등 총체적 방위태세를 유지ㆍ발전시 키기 위한 노력을 지속적으로 기울이고 있다.

## 지휘통제
1960년대에는 병력 전체를 총괄지휘하는 사령관 직책이 없었다. 1967년까지 초대 내무·국방부 장관을 역임한 고켕쉬(Goh Keng Swee, 吳慶瑞)가 군 사령관의 역할을 했다. 싱가포르군의 규모가 확장되고 육·해·공 3군 구조가 정립되면서, 군 참모국장(Director of General Staff)이 신설되었다. 1974년 참모총장(Chief of General Staff)으로 변경되었고, 1990년에 국방총장(Chief of Defence Force)으로 개칭되어 현재에 이르고 있다. 국방총장은 싱가포르군의 최고위 선임 장성이며, 계급은 중장이다. 군사위원회, 국방위원회 등 군부의 대표로서 국가안보 관련 정책의 수립, 결정에 기여한다. 가장 핵심적인 역할은 예하의 육·해·공 3군의 총장을 두어, 군 전체를 총괄적으로 지휘통제하는 것이다. 각군의 참모총장의 계급은 소장이다. 국방장관은 민간 정부관료로서 군정, 군령을 통할하고, 국방총장은 육군·해군·공군에 대한 군정, 군령권을 행사한다. 각 군 총장은 국방총장의 지휘 계선상에서 각 군을 지휘한다.
| 복무년도   | 이름                        |
| ---------- | --------------------------- |
| 1990       | 보이 탁 합(Boey Tak Hap)    |
| 1990-1992  | 엥 쥬이 핑(Ng Jui Ping)     |
| 1992-1995  | 림 네오 치안(Lim Neo Chian) |
| 1995-1998  | 한 엥 후안(Han Eng Juan)    |
| 1998-2000  | 림 추안 포(Lim Chuan Poh)   |
| 2000-2003  | 엥 앗 충(Ng Yat Chung)      |
| 2003-2007  | 데스먼드 크익(Desmond Kuek) |
| 2007-2010  | 네오 키안 홍(Neo Kian Hong) |
| 2010-2011  | 찬 춘 싱(Chan Chun Sing)    |
| 2011-2014  | 라빈더 싱(Ravinder Singh)   |
| 2014-2015  | 페리 림(Perry Lim)          |
| 2015-2018  | 멜빈 옹(Melvyn Ong)         |
| 2018-2022  | 고 시 후(Goh Si Hou)        |
| 2022- 현재 | 데이비드 네오(David Neo)    |

## 주요 무기체계 갤러리

싱가포르 육군의 주요 무기체계
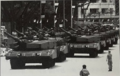
싱가포르군 전차 레오파르트-2
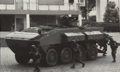
싱가포르군 병력수송용 장갑차 테렉스
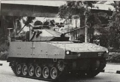
싱가포르군 전투형 장갑차 바이오닉스
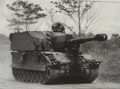
싱가포르군 자주포 프리머스
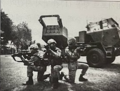
싱가포르군 다연장 로켓포HIMARS

싱가포르 해군의 주요 무기체계
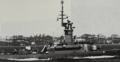
싱가포르군 빅토리급 초계정
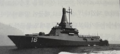
싱가포르군 인디펜던스급 초계함
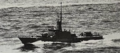
싱가포르군 피어리스급 경비정
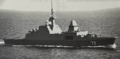
싱가포르군 포미더블급 호위함
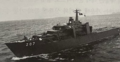
싱가포르군 인듀어런스급 상륙함
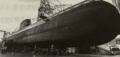
싱가포르군 인빈서블급 잠수함

싱가포르 공군의 주요 무기체계
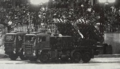
싱가포르군 지대공 미사일 스파이더
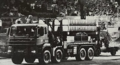
싱가포르군 지대공미사일 아스터-30
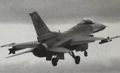
싱가포르군 F-16 전투기
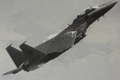
싱가포르군 F-15SG 전폭기
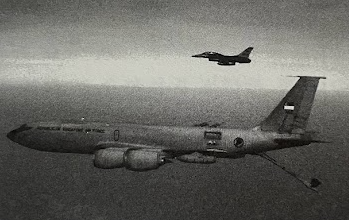
싱가포르군 공중급유기 KC-135
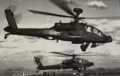
싱가포르군 공격헬기
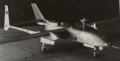
싱가포르군 무인정찰기 헤론

## 병역 제도
싱가포르군은 징병제로 병역제도를 운용하고 있다. 일반 병사로서 의무복무 기간은 2년(22~24개월), 장교는 최소 2년 6개월(30개월)이다. 예비역복무 기간은 10년이다. 병역 대상자는 시민권 및 영주권을 보유한 18세 이상 남자이다. 병역대상자로 영주권자의 2세 남자도 포함된다. 영주권자의 2세 병역기피시 영주권 취소 등 체류 상 불이익을 받는다.
병사는 군 입대 후 첫 3개월 동안 신병 훈련을 이수하고, 나머지 기간은 자택에서의 출퇴근 형식으로 군 복무를 수행한다. 2년의 의무복무가 끝나면 예비전력으로 편입된다. 예비군은 10년간 연간 40일 예비군 동원훈련을 실시하며, 해외체류 등으로 동원훈련이 불가능할 경우에도 40세까지 10년간 예비군 동원훈련을 받아야한다. 장교는 50세, 사병은 40세까지 소집한다. 훈련기간에 회사에서 임금을 지급해준다.
입대시 신체 우수 판정자는 훈련기간 2개월 단축 혜택이 있고, 반면에 과체중자는 8주 기간의 훈련을 추가한다.

###### 신체 검사를 통해 적합한 8단계 병종을 부여한다. 병종의 종류는 아래와 같다.
- PES A(모든 전투병과 적합)
- PES B1(다수 전투병과 적합)
- PES B2(일부 전투병과 적합)
- PES BP(비만자로 특별훈련소 입소)
- PES C(전투지원병과 적합)
- PES D(일시적 판정보류, 2-3개월후 재검사)
- PES E(행정병과 적합)
- PES F(복무 부적합)

#### 현역병 의무복무 방법으로는 세가지가 있다.
1. 싱가포르군
2. 싱가포르 경찰부대(Singapore Police Force (SPF))
3. 싱가포르 소방부대(Singapore Civil Defense Force (SCDF))[9]

군, 경찰, 소방 세가지 방법으로 복무가 가능하다.

## 같이 보기
- 싱가포르
- 싱가포르의 지리
- 싱가포르 공군
- 인도네시아군
- 말레이시아
- 징병제
- 동남아시아
- 군대
- 군사
- 군사비 지출에 따른 나라 목록

### 인용
1. ↑  강승문 (2017년 8월 18일). 《싱가포르역사 다이제스트 100》. 가람기획.
2. ↑  김, 재엽 (2020년 6월 25일). 《세계 5대 강소국과 한국의 자주국방》. 북코리아.
3. 1 2  “A BRIEF HISTORY OF THE VOLUNTEER FORCES IN SINGAPORE” (PDF). 2020년 7월 26일에 원본 문서 (PDF)에서 보존된 문서. 2024년 5월 15일에 확인함.
4. ↑  리콴유 (2001년 9월 30일). 《내가 걸어온 일류국가의 길》. 문학사상.
5. 1 2  김성진 (2009년 12월 17일). 《초일류 국가 건설의 모델 싱가포르를 다시 보다》. 일곡문고. 30쪽.
6. ↑  김, 재엽 (2020년 6월 25일). 《세계 5대 강소국과 한국의 자주국방》. 북코리아. 276쪽.
7. ↑  김경근 (2023). “21세기 싱가포르군의 3세대 군사변환”.
8. ↑  Huxley, Tim (2000). “Defending the Lion City: The Armed Forces of Singapore”. AU: Allen&Unwin.
9. 1 2  주싱가포르대사관 (2016년 1월 5일). “싱가포르 병역의무 제도(영주권자의 2세 남자 해당)”. 《주싱가포르 대한민국 대사관》.
10. ↑  IISS (2018). 《Military Balance 2018》. Oxfordshire: Routledge. 288쪽.

## 참고 자료
- 강승문 (2017). 《싱가포르역사 다이제스트 100》. 가람기획.
- 김재엽 (2020). 《세계 5대 강소국과 한국의 자주국방》. 북코리아.
- IISS (2018). 《The Military Balance 2018》. oxfordshire: Routledge.
- 리콴유. 《내가 걸어온 일류 국가의 길》. 문화사상사, 2001.
- 《싱가포르 병역의무 제도(영주권자의 2세 남자 해당)》. 주싱가포르 대한민국 대사관. 2016.
- Huxley이름=Tim (2000). 《Defending the Lion City: The Armed Forces of Singapore》. Allen&Unwin.
- 《2019 싱가포르 개황》. 외교부. 2019.
- 김성진 (2009). 《초일류 국가 건설의 모델 싱가포르를 다시보다》. 일곡문고.
- 김경근 (2022). 《21세기 싱가포르군의 3세대 군사변환》.